# Tjuremnyj romans
Tjuremnyj romans (Тюремный романс) è un film del 1993 diretto da Evgenij Tatarskij.

## Trama
Il film racconta la storia di una investigatrice che si innamora di un criminale, di cui sta indagando, e lo aiuta a fuggire.